# Tomorrow X Together
TOMORROW X TOGETHER (Coreà: 투모로우바이투게더, Japonès: トゥモローバイトゥギャザー) conegut també com a TXT pel seu acrònim (/ˈtiː-ˈɛks-ˈtiː/ TI-EKS-TI) és una boy band de K-pop amb cinc miembres sud-coreans: Choi Soobin, Choi Yeonjun, Choi Beomgyu, Kang Taehyun i Hueningkai. Fet per Big Hit Music.
Debuntant el 4 de març, 2019 amb el EP The Dream Chapter: Star. L’àlbum va debutar i assolir el número u al Gaon Album Chart i al Billboard World Albums Chart, entrant als US Billboard 200 al número 140. En aquell moment conviertent-se així en l'àlbum debut millor classificat de qualsevol grup de K-Pop. La pista principal de l'àlbum "Crown" va debutar a la part superior de World Digital Songs i Billboard Emerging Artist, fent-los el grup més ràpid en arribar a les dues llistes.
Amb tot el seu èxit només arribant a l'industria musical van també guanyar molts premis.

## Nom
TXT és l'àcronim per "Tomorrow X Together". A Corea, el nom és "투모로우바이투게더 (romanització revisada del coreà: tumoroubaitugedeo)". D'acord amb el seu lloc web el significat pel seu nom, són cinc nois que "es reuneixen sota un mateix somni amb l'esperança de construir un demà millor".
En la seva primera entrevista amb MBC's "Section TV", el grup va mencionar que prefereixen que se'ls faci referència pel seu nom complet en lloc de les sigles.

## Membres
No hi ha posicions oficials per als membres (visual, vocal, ballarí principal, etc.) com en altres grups de K-pop, només per líder.
- Choi Soobin (coreà: 최수빈)

- Nom en anglès: Steve.
- Revelat el 13 de gener, 2019.
- És el més alt; 185 cm.
- És el líder.
- Choi Yeonjun (coreà: 최연준)

- Nom en anglès: Daniel.
- Revelat el 10 de gener, 2019.
- És el més vell; 13/10/1999.
- Choi Beomgyu (coreà: 최범규)

- Nom en anglès: Ben
- Revelat el 20 de gener, 2019.
- Kang Taehyun (coreà캉태현)

- Nom en anglès: Terry.
- Revelat el 17 de gener, 2019.
- És el més petit (en alçada); 177 cm.
- Kai Kamal Huening - Nom artistic: Huening Kai (coreà: 휴닝카이)

- Nom en anglès Kai
- Revelat el 15 de gener, 2019.
- És el maknae (막내)/El més jove; 14/08/2002
- Va néixer a Hawaii.

## Discografia
| Any  | Classificació   | Títol                                                              | Vendes                                      | Certificacions                   |
| ---- | --------------- | ------------------------------------------------------------------ | ------------------------------------------- | -------------------------------- |
| 2019 | EP              | The Dream Chapter: STAR                                            | - KOR: 310,504 - JPN: 26,176 - US: 4,000    | - KMCA: Platinum                 |
| 2019 | Single          | Cat & Dog (English version)                                        |                                             |                                  |
| 2019 | Single          | Our Summer (Acoustic mix)                                          |                                             |                                  |
| 2019 | Album           | The Dream Chapter: MAGIC                                           | - KOR: 337,075 - JPN: 14,296 - US: 2,000    | - KMCA: Platinum                 |
| 2020 | EP              | MAGIC HOUR                                                         |                                             |                                  |
| 2020 | EP              | The Dream Chapter: ETERNITY                                        | - KOR: 407,967 - JPN: 38,814                | - KMCA: Platinum                 |
| 2020 | Single          | Drama (Japanese Ver.)                                              |                                             |                                  |
| 2020 | EP              | DRAMA                                                              | - JPN: 95,997                               | - RIAJ: Gold                     |
| 2020 | EP              | minisode1 : Blue Hour                                              | - KOR: 580,777 - JPN: 43,870 - US: 18,000   |                                  |
| 2020 | EP              | Your Light                                                         |                                             |                                  |
| 2021 | Single          | Force                                                              |                                             |                                  |
| 2021 | Album           | STILL DREAMING                                                     | - JPN: 108,188                              | - RIAJ: Gold                     |
| 2021 | Single          | Love sight                                                         |                                             |                                  |
| 2021 | Album           | The Chaos Chapter: FREEZE                                          | - KOR: 825,428 - JPN: 177,300 - US: 154,000 | - KMCA: 3x Platinum - RIAJ: Gold |
| 2021 | Repackage Album | The Chaos Chapter: FIGHT OR ESCAPE                                 | - KOR: 644,369                              |                                  |
| 2021 | Remix           | 0X1=LOVESONG (I Know I Love You) feat. pH-1, Woodie Gochild, Seori |                                             |                                  |
| 2021 | Remix           | 0X1=LOVESONG (I Know I Love You) feat. MOD SUN                     |                                             |                                  |
| 2021 | Single          | Ito                                                                |                                             |                                  |
| 2021 | Single          | Eyes (from "Armored Saurus")                                       |                                             |                                  |
| 2021 | EP              | Chaotic Wonderland                                                 |                                             |                                  |
| 2022 | Single          | PS5                                                                |                                             |                                  |